# Großbulgarisches Reich

Das Großbulgarische Reich (632–645)

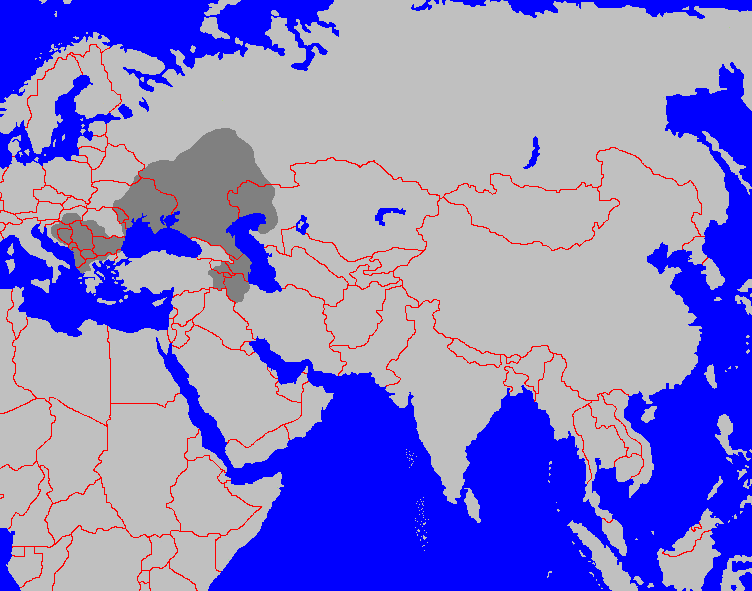
Das Großbulgarische Reich (vor 650) und das spätere Donaubulgarische Reich (um 900)

Das Großbulgarische Reich (bulgarisch Велика България Welika Bolgaria, von mittelgriechisch ἣ παλαιά μεγάλη Βουλγαρία i palea megali Boulgaria „das alte große Bulgarien“) war das Steppenreich der wahrscheinlich turkstämmigen Ur-Bulgaren (in der Wissenschaft als Proto-Bulgaren, teilweise auch als Hunno-Bulgaren bezeichnet) in Südrussland, Ukraine und dem Nordkaukasus. Im Gegensatz zu den späteren bulgarischen Großreichen (1., 2. und 3. Bulgarenreich) erstreckte es sich nicht auf die Balkanhalbinsel, sondern lag nördlich des Schwarzen und Asowschen Meeres. Der Name des Reiches stammt von byzantinischen Gelehrten. Hauptstadt des Reiches war die Hafenstadt Phanagoria.
Die vom 7. bis zum 13. Jahrhundert ebenfalls im Gebiet des heutigen Russland ansässigen Wolgabulgaren waren der an der Wolga verbliebene Teil der Protobulgaren nach der Zerschlagung des Großbulgarischen Reiches.

## Herkunft der Bulgaren
Die Forschung ist sich über die Herkunft der Bulgaren nicht einig und viele Aspekte sind bis heute umstritten. Die beiden zurzeit vorherrschenden Thesen gehen von einer turkischen oder von einer indo-iranischen Herkunft aus. Vor allem in Westeuropa werden sie überwiegend als ein Turkvolk eingeordnet. Nach überwiegender Auffassung sollen die Wolgabulgaren aus den Stämmen der Onoguren hervorgegangen sein (dies ist aber letztlich unsicher), zu denen sich noch andere turkstämmige Völkerschaften, wie die Sabiren und die Vorfahren der Chasaren, freiwillig anschlossen bzw. von ihnen unterworfen wurden. Sie sprachen zu jener Zeit eine der sogenannten oghurischen Sprachen, waren also als Oghuren aufzufassen. Ihr ethnisches Gepräge änderte sich jedoch, als sie weitere Völkerschaften unterwarfen, wie z. B. Slawen und Finno-Ugren. Als Alternativbezeichnung für die Wolgabulgaren liegt uns auch aus der überwiegend turkvölkischen Turkologie Törk Bolğar (tatarisch), Turk Bolğar bzw. Türk Bulğar vor. Diese Bezeichnung stammt vom alttürkischen Türük-Bolqar/Turuk-Bulkha ab und hatte die Bedeutung: „vermischte Turuk“. Das weist eindeutig darauf hin, dass schon die Vorfahren der Wolgabulgaren ein ausgesprochenes Mischvolk darstellten. Doch heute wird „Türük-Bolqar“ vielfach mit Türk-Bulgaren oder Turk-Bulgaren übersetzt. Dieses hat zwar eine gewisse Berechtigung, doch diese Übersetzung kam erst im Zuge des Panturkismus des 19. Jahrhunderts bei den Tataren Russlands auf.
Die Hunnen waren nach 454 weitgehend aus Ungarn in die Schwarzmeer-Steppe abgezogen. Legendenhaft ausgeschmückten Berichten in den Quellen zufolge sollen die Kutriguren und Utiguren von den Resten der Hunnen abstammen, was aber unsicher ist. Um 550 kam es zu Kämpfen zwischen ihnen, vorangetrieben von oströmischer Seite; sie wurden schließlich von den Awaren besiegt. Diese Gruppen vermischten sich allmählich mit bereits benachbarten wie auch neu ankommenden türkischen und ersten slawischen Stammesgruppen, so dass sich das Volk der Protobulgaren bildete.

## Großbulgarisches Reich
Ende des 6. Jahrhunderts bildeten sie unter Orchan das so genannte Großbulgarische Reich im Bereich der Flüsse Don und Wolga mit der Hauptstadt Phanagoria, das im Westen von Awaren und im Osten von den Westtürken Tardus bevormundet wurde. Orchan hatte als Onogur-Hunne noch einen traditionell „geschorenen Kopf“, wird jedoch heute als der erste Fürst jener „Protobulgaren“ betrachtet. Ihre älteste Herrscherliste führt jedoch weit zurück und führt Attilas Sohn Ernak als Begründer.
Sein Nachfolger war sein Neffe Kubrat Dulo, zu dessen Zeit (ca. 626) der Druck der Chasaren zunahm, die sich mit dem Tod des Khan Tung Sche-hu 630 (Ziebil?) langsam von den Westtürken ablösten. Kubrat hielt sich in seiner Jugend einige Zeit als Geisel oder Gast in Konstantinopel auf, so dass ihm gern byzantinische, zivilisierte Sitten nachgesagt werden. Zumindest galt er als „Freund“ des damaligen byzantinischen Kaisers und soll Johannes von Nikiu zufolge in seiner Kindheit als Christ getauft worden sein. Die Existenz dieses sogenannten Großbulgarischen Reiches wird in der Forschung mehrheitlich akzeptiert, wenngleich einige Gelehrte aufgrund der schlechten Quellenlage mehrere Punkte anzweifeln und vor zu pauschalen Urteilen warnen.

## Aufspaltung

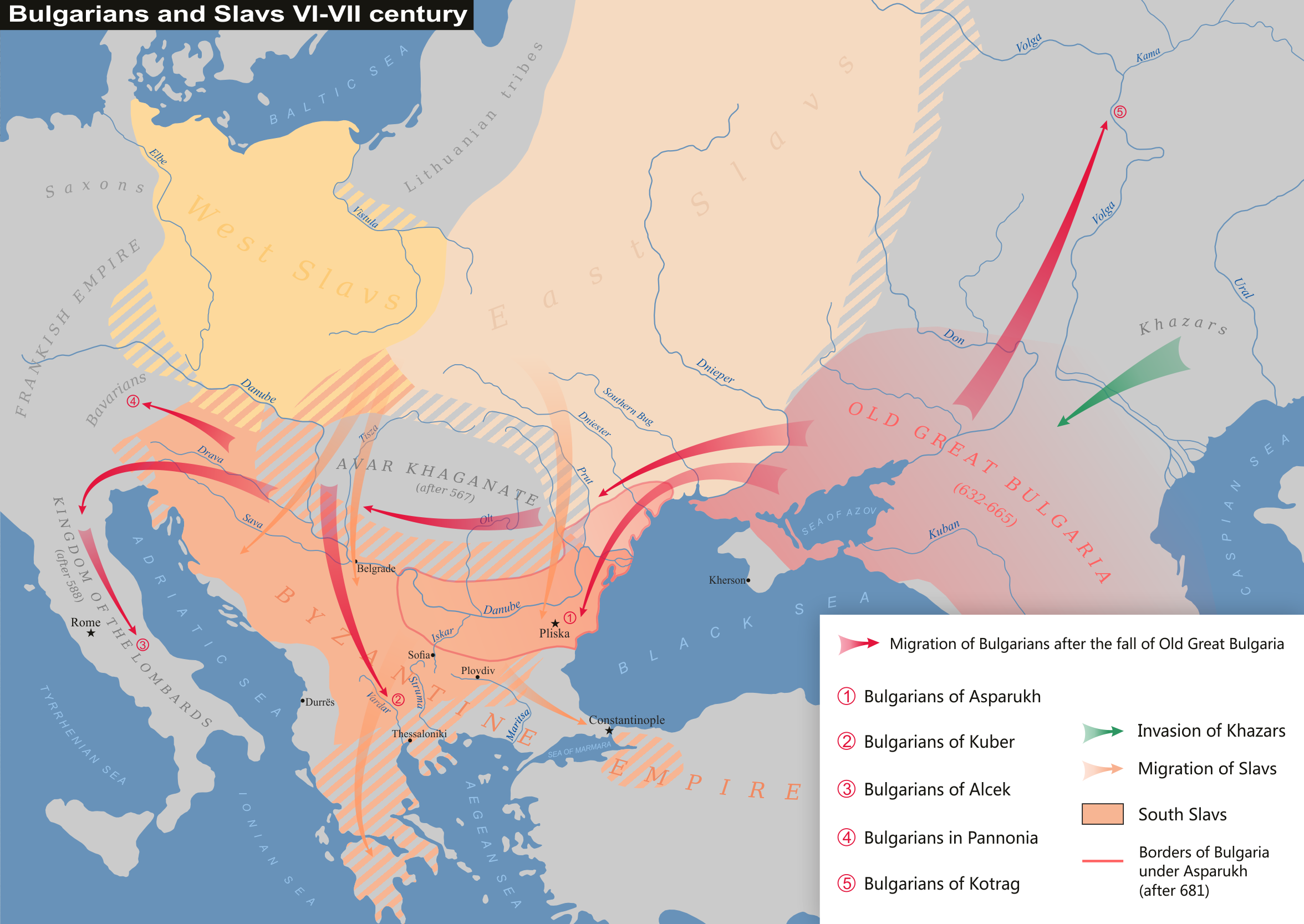
Die Wanderung der bulgarischen Stämme

Mit dem Tod Kubrats (668) aus der Dulo-Dynastie folgte der Niedergang des Großbulgarenreiches. Mit dessen Auflösung in Südrussland erfolgte die Abwanderung der bulgarischen Stämme unter der Führung der fünf Söhne Kubrats.
Ein Teil unter Kubrats ältestem Sohn Khan Batbajan (bzw. Vatbajan) blieb am unteren Verlauf der Wolga und unterwarf sich den Chasaren. Seine Gruppe, die „Schwarzen Bulgaren“ (Khara Bulkhar/Qara Bolqar) wurden noch eine Weile in russischen Inschriften erwähnt und verschwanden dann aus der Geschichte. Nachfahren dieser Bulgaren sind die im Norden des Kaukasus lebenden Balkaren.
Ein Teil unter dem zweitältesten Sohn Khan Kotrag wanderte nach Norden und gründete in der Folge an der mittleren Wolga ein Bulgarisches Reich (in arabischen Quellen spricht man von den „Weißen Bulgaren“ (Akh Bulkhar/Aq Bolqar)), das zunächst noch von den Chasaren abhängig war. Zur Hauptstadt wurde die wichtige Handelsmetropole Bolgar, am Zusammenfluss von Wolga und Kama. Zur Unterscheidung von anderen bulgarischen Stämmen spricht man hier von Wolgabulgaren.
Wolgabulgarien nahm unter Khan Alamusch (Almush, Almas, Almış reg. 895–925) um 922 den Islam an (vgl. Ibn Fadlan) und entwickelte sich bald zu einer bedeutenden Handelsmacht, die insbesondere den Fernhandel (Luxusprodukte) zwischen der Kiewer Rus und den islamischen Ländern im Süden vermittelte. Diplomatische Beziehungen reichten unter Ibrahim (reg. 1006–1025) um 1024 bis Chorasan. Man betrieb in dem dicht besiedelten Land erfolgreich Ackerbau und gründete mehrere Städte wie Bolgar (beim heutigen Kasan), die Moscheen, Karawansereien und öffentliche Bauten besaßen. Zahlreiche Dörfer und kleine Festungen werden verzeichnet.
Schon im 12. Jahrhundert kam es zu mehreren militärischen Konflikten mit russischen Fürsten, die den Bestand des Reiches bedrohten. Im Jahr 1236 wurde das Reich der Wolgabulgaren von der Goldenen Horde zerstört, kurz bevor diese die Rus unter ihre Herrschaft brachte. Das Volk der Tschuwaschen sieht sich bis heute als Nachfolger eines Teils der Wolga-Bulgaren, ein anderer Teil verschmolz mit den Kasan-Tataren, die sich noch bis ins späte 19. Jahrhundert als „Bolgarları“ (Bolgaren bzw. Bulgaren) und nicht als „Tatarlar“ (Tataren) bezeichneten.
Kuwer (Kuber) und Alzek, die beiden jüngsten Söhne Kubrats, zogen mit ihren Reitern und kleineren Stammesverbänden nach Pannonien (Ungarn) weiter, wo sie sich mit den übrigen Bulgaren unter avarischer Herrschaft vereinten. Nach einer misslungenen Revolte gegen die Awaren trennten sich ihre Wege. Khan Alzek zog weiter westlich, überquerte die Alpen und zog durch Nord- nach Süditalien. Dort bekam Alzek schließlich die Erlaubnis, sich im Herzogtum Benevent niederzulassen. Der Historiker Paulus Diaconus berichtet, dass dort Khan Alzek von dem langobardischen König Grimoald empfangen wurde. Alzek wurde die Region Molise zugesprochen, unter der Voraussetzung, dass er auf seinen Titel dux und Herrschaftsanspruch verzichtet, da Grimoald selbst dux von Benevent war. Noch heute tragen in ganz Italien Berge, Regionen, Dörfer, Flüsse und Familien bulgarische Namen oder die Bezeichnung „Bulgaren“ (bulgarisch Bulgari). Beispiele dafür sind die Familiennamen del Bulgaro, der Maler Bartolomeo Bulgarini, Kardinal Pietro Bulgaro oder die Gemeinde Celle di Bulgheria.
Khan Kuwer zog um 680 Richtung Süden mit Teilen der Sermesianoi (Nachfahren der römischen Provinzialbevölkerung auf dem Balkan), erreichte Makedonien und errichtete in der Landschaft Pelagonien ein Khaganat. Die Bezeichnung dieses Reiches als Westbulgarisches Reich ist jedoch umstritten. Das Khaganat ging im Donaubulgarischen Reich auf.

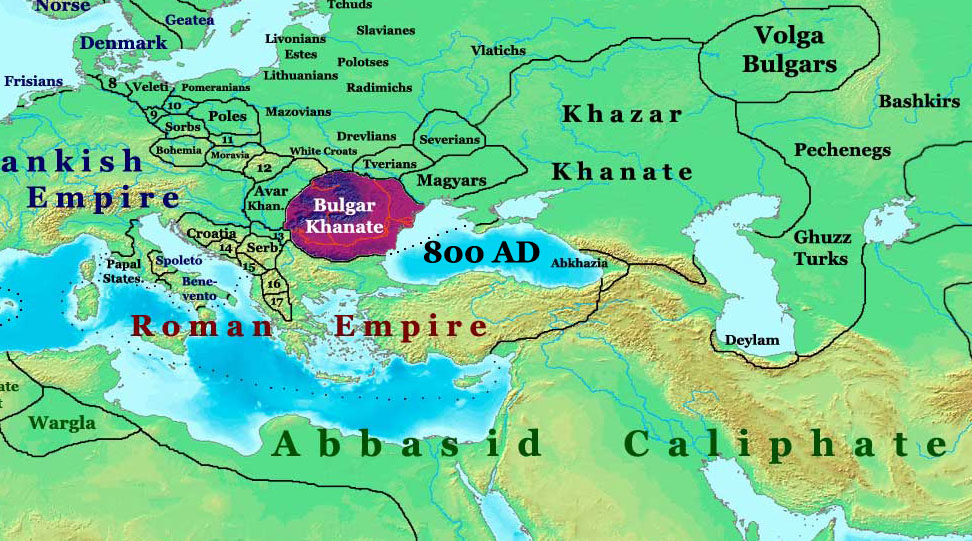
Die bulgarischen Reiche um 800 n. Chr.

Ein weiterer Teil unter dem dritten Sohn Asparuch (oder Isperich; 641–702) wanderte auf den Balkan aus und gründete 678 das heutige Bulgarien, bzw. das Erste Bulgarische Reich. Slawische Stammesgruppen schlossen sich Asparuch an, als seine Bulgaren gegen 680 die Donau überschritten. Es kam zu Kämpfen mit dem Heer und der Flotte des byzantinischen Kaisers Konstantin IV. im sumpfigen Donaudelta. Sie endeten mit einem Erfolg der Bulgaren, so dass sich das Byzantinische Reich zu jährlichen Tributzahlungen gezwungen sah. Asparuch selbst fiel 700/01 in einem Gefecht mit den Chasaren.
Die Macht des protobulgarischen Reiches erreichte unter dem Khan Krum um 811 einen Höhepunkt, als dieser aus dem Haupt des byzantinischen Kaisers Nikephoros I. eine Trinkschale machte und beinahe Konstantinopel eroberte. Krums Sohn Omurtag schloss Ende 815 oder Anfang 816 einen auf 30 Jahre befristeten Friedensvertrag mit dem byzantinischen Kaiser Leon V. ab und leitete eine Phase der Annäherung Bulgariens an Byzanz ein. Als Verbündeter Kaiser Michaels II. hatte er entscheidenden Anteil an der Vernichtung des Usurpators Thomas.
Im 9. Jahrhundert traten die Donaubulgaren zum orthodoxen Christentum über. Die hunnischen und türkischen Volksgruppen vermischten sich mit den slawischen, so dass z. B. die slawische Schrift und der alttürkische Tierkreiskalender nebeneinander bestanden. Das Volk der Bulgaren (in arabischen Quellen spricht man von den „Blauen Bulgaren“ (Khökh Bulkhar/Qöq Bolqar)) entstand.